# محمد شريفي (لاعب كرة قدم مواليد 1978)
محمد شريفي حارس مرمى سعودي .
بدأ مع النصر منذ 12 عام. انتقل نادي الفتح السعودي
ثم انتقل إلى نادي الاتفاق ثم انتقل إلى نادي نجران و بعدها إلى النهضة و بعدها إلى الوحدة وبعدها إلى نادي الرائد ليختتم مسيرته الكرويه ويعتبر من أكبر الاعبين عمرا في المسابقات السعودية.

## روابط خارجية
- محمد شريفي على موقع الاتحاد الدولي (مؤرشف)  (الإنجليزية)
- محمد شريفي على موقع قاعدة بيانات كرة القدم.إي يو (الإنجليزية)
- محمد شريفي على موقع ناشيونال فوتبول تيمز (الإنجليزية)
- محمد شريفي على موقع كووورة